# Jill Scott
Jill Scott (4 de abril de 1972) é uma cantora, poetisa e atriz estadunidense.

## Discografia

### Álbuns
| Ano  | Álbum                                      | EUA | EUA R&B | UK | Vendas      | Certificação da RIAA |
| ---- | ------------------------------------------ | --- | ------- | -- | ----------- | -------------------- |
| 2000 | Who Is Jill Scott? Words and Sounds Vol. 1 | 17  | 2       | 69 | : 2.500.000 | : 2× Platina         |
| 2001 | Experience: Jill Scott 826+                | 38  | 7       | —  | : 500.000   | : Ouro               |
| 2004 | Beautifully Human: Words and Sounds Vol. 2 | 3   | 1       | 27 | : 880.000   | : Ouro               |
| 2007 | Collaborations                             | 11  | 3       | —  | —           | —                    |
| 2007 | The Real Thing: Words and Sounds Vol. 3    | 4   | 2       | 79 | : 665.000   | : Ouro               |
| 2008 | Live In Paris+                             | —   | —       | —  | : 500.000   | : Ouro               |
| 2011 | The Light of The Sun                       | 1   | 1       | 69 | : 480.000   | —                    |
| 2015 | Woman                                      | 1   | 1       | 54 | : 250.000   | —                    |

### Singles
| Ano  | Canção                                                | U.S | U.S R&B | Hot A.C. | UK | Álbum                                      |
| ---- | ----------------------------------------------------- | --- | ------- | -------- | -- | ------------------------------------------ |
| 2000 | "Gettin' In the Way"                                  | 115 | 28      | —        | 30 | Who Is Jill Scott? Words and Sounds Vol. 1 |
| 2001 | "A Long Walk"                                         | 43  | 9       | —        | 54 | Who Is Jill Scott? Words and Sounds Vol. 1 |
| 2001 | "The Way"                                             | 60  | 15      | —        | —  | Who Is Jill Scott? Words and Sounds Vol. 1 |
| 2001 | "Shining Through" (Fredro Starr featuring Jill Scott) | —   | —       | —        | —  | Save The Last Dance (Soundtrack album)     |
| 2002 | "He Loves Me (Lyzel In E Flat)"                       | 125 | 46      | —        | —  | Experience: Jill Scott 826+                |
| 2002 | "Gimme"                                               | —   | 107     | —        | —  | Experience: Jill Scott 826+                |
| 2004 | "Golden"                                              | 110 | 31      | —        | 59 | Beautifully Human: Words and Sounds Vol. 2 |
| 2005 | "Whatever"                                            | 112 | 34      | —        | —  | Beautifully Human: Words and Sounds Vol. 2 |
| 2005 | "Cross My Mind"                                       | —   | 38      | 6        | —  | Beautifully Human: Words and Sounds Vol. 2 |
| 2005 | "The Fact Is (I Need You)"                            | —   | 63      | 19       | —  | Beautifully Human: Words and Sounds Vol. 2 |
| 2006 | "Daydreamin'" (Lupe Fiasco featuring Jill Scott)      | —   | 83      | —        | 25 | Food & Liquor / Collaborations             |
| 2007 | "Hate on Me"                                          | 107 | 24      | 9        | —  | The Real Thing: Words and Sounds Vol. 3    |
| 2007 | "My Love"                                             | —   | 31      | 11       | —  | The Real Thing: Words and Sounds Vol. 3    |
| 2008 | "Whenever You're Around" (featuring George Duke)      | —   | 56      | 20       | —  | The Real Thing: Words and Sounds Vol. 3    |
| 2011 | ''So In Love'' (Featuring Anthony Hamilton)           | 97  | 10      |          |    | The Light Of The Sun                       |
| 2015 | ''You Don't Know                                      | -   | -       | -        | -  |                                            |